# Джаник
Джаник (на турски: Canik Dağları) са планини в Северна Турция, покрай южния бряг на Черно море, явяващи се средно звено на Понтийските планини, разположени между реките Къзълърмак на запад и Мелет на изток. Дължината им е около 200 km. Състоят се от пет обособени планински масива: Чорум (1750 m), Мерзифон (1900 m) и Акдаг (2062 m) на югозапад и Джаник (1780 m), разделен на две части от проломната долина на реки Йешилърмак. Изградени са предимно от андезити, трахити и пясъчници. От тях водят началото си три по-големи притока на река Йешилърмак – Чорум и Терсикан (леви), Келкит (десен) и няколко реки, вливащи се директно в Черно море – Мурат, Баламан и др. Северните им склонове до 400-700 m са заети от широколистни гори и храсти, а нагоре – от смесени гори. Южните сухи склонове са обрасли със светли дъбово-борови гори и шибляк, а нагоре следва фригана. В речните долини се развива лозарство и тютюнопроизводство.